# Odoardo Farnese (kardinal)
Odoardo Farnese, född 7 december 1573 i Parma, död där 21 februari 1626, var en italiensk kardinal och biskop.
Odoardo Farnese var son till hertig Alessandro Farnese och Maria av Aviz. Vid 17 års ålder utsågs han till kardinal av påve Gregorius XIV. Som mecenat gav han uppdrag åt bland andra Annibale Carracci.
Odoardo Farnese är begraven i Jesuitordens moderkyrka Il Gesù i Rom.